# Cañada Vellida
Cañada Vellida es un municipio de España, en la provincia de Teruel, Comunidad Autónoma de Aragón, de la comarca Comunidad de Teruel. Tiene un área de 23,30 km², con una población de 38 habitantes (INE 2024) y una densidad de 1,89 hab/km².

## Geografía
Integrado en la comarca de Comunidad de Teruel, se sitúa a 49 kilómetros de Teruel. El término municipal está atravesado por la carretera nacional N-420, entre los pK 626 y 630, y por la carretera autonómica A-228, que se dirige hacia Galve y Jorcas. El relieve del municipio está definido por una zona montañosa del Sistema Ibérico (sierra de la Costera, Altos del Zancado), en la que se alzan algunos montes aislados, como el cerro de la Lacera (1393 m) o Punta de la Cima (1402 m). La carretera cruza el puerto del Esquinazo (1375 m), que da paso a la comarca de Cuencas Mineras. La altitud oscila entre los 1423 m (Alto de Jabaldrán), en la sierra de la Costera, y los 1235 m a orillas de un arroyo al suroeste. El pueblo se alza a 1322 m sobre el nivel del mar.
| Noroeste: Rillo             | Norte: Rillo y Mezquita de Jarque | Nordeste: Mezquita de Jarque     |
| Oeste: Fuentes Calientes    |                                   | Este: Mezquita de Jarque y Galve |
| Suroeste: Fuentes Calientes | Sur: Perales del Alfambra         | Sureste: Galve                   |

## Demografía
Cañada Vellida cuenta con una población de 38 habitantes (INE 2024).
| Gráfica de evolución demográfica de Cañada Vellida entre 1842 y 2021                                                |
| |
| Población de derecho según los censos de población del INE Población de hecho según los censos de población del INE |

## Administración y política
| Periodo   | Nombre                   | Partido | Partido                                            |
| --------- | ------------------------ | ------- | -------------------------------------------------- |
| 1979-1983 | Pascual Blasco García    |         | Candidato independiente                            |
| 1983-1991 | Miguel Cirugeda Gimeno   |         | Partido de los Socialistas de Aragón (PSOE-Aragón) |
| 1991-1995 | Federico Valero Valero   |         | Partido Popular de Aragón (PP)                     |
| 1995-2015 | Hermenegildo Morte Morte |         | Partido Popular de Aragón (PP)                     |
| 2015-2023 | Miguel Morte López       |         | Partido Aragonés (PAR)                             |
| 2023-2027 | Miguel Morte López       |         | Partido Popular de Aragón (PP)                     |

| Partido político    | Partido político                                   | 2003   | 2007   | 2011   | 2015   | 2019   | 2023   |
| Partido político    | Partido político                                   | Ediles | Ediles | Ediles | Ediles | Ediles | Ediles |
|                     | Partido Popular de Aragón (PP)                     | 1      | 1      | 1      | —      | 0      | 1      |
|                     | Partido Aragonés (PAR)                             | 0      | 0      | 0      | 1      | 1      | 0      |
|                     | Partido de los Socialistas de Aragón (PSOE-Aragón) | 0      | 0      | 0      | —      | —      | —      |
|                     | Compromiso con Aragón (CA)                         | —      | —      | 0      | —      | —      | —      |
| Total de concejales | Total de concejales                                | 1      | 1      | 1      | 1      | 1      | 1      |